# Biosphärenreservat Spreewald

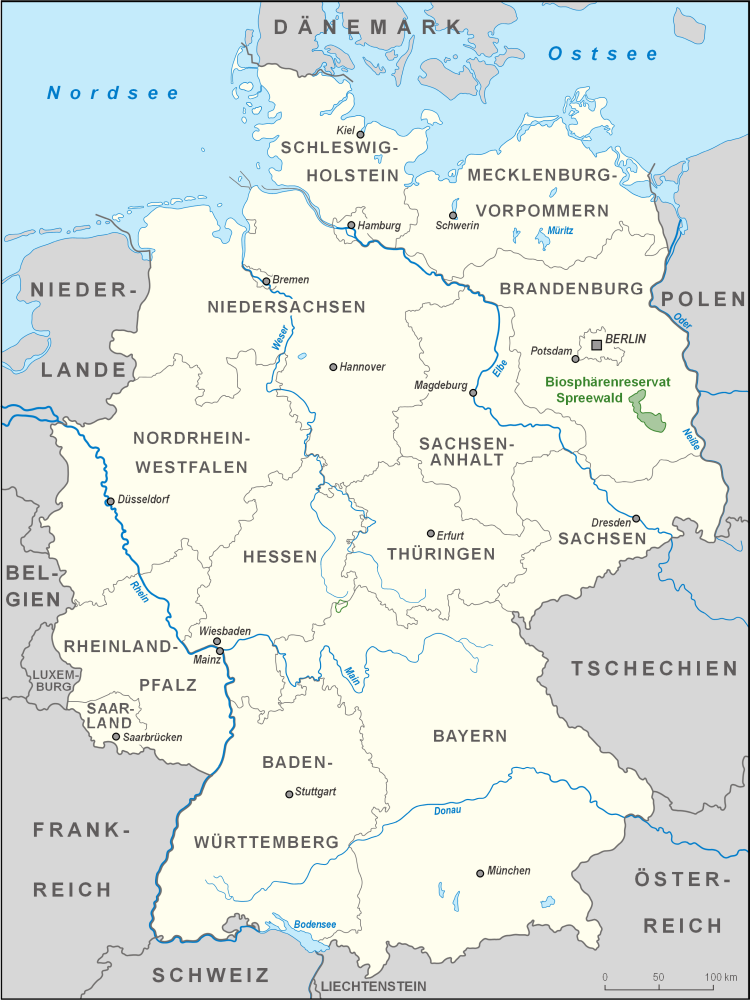
Lage des Biosphärenreservats Spreewald

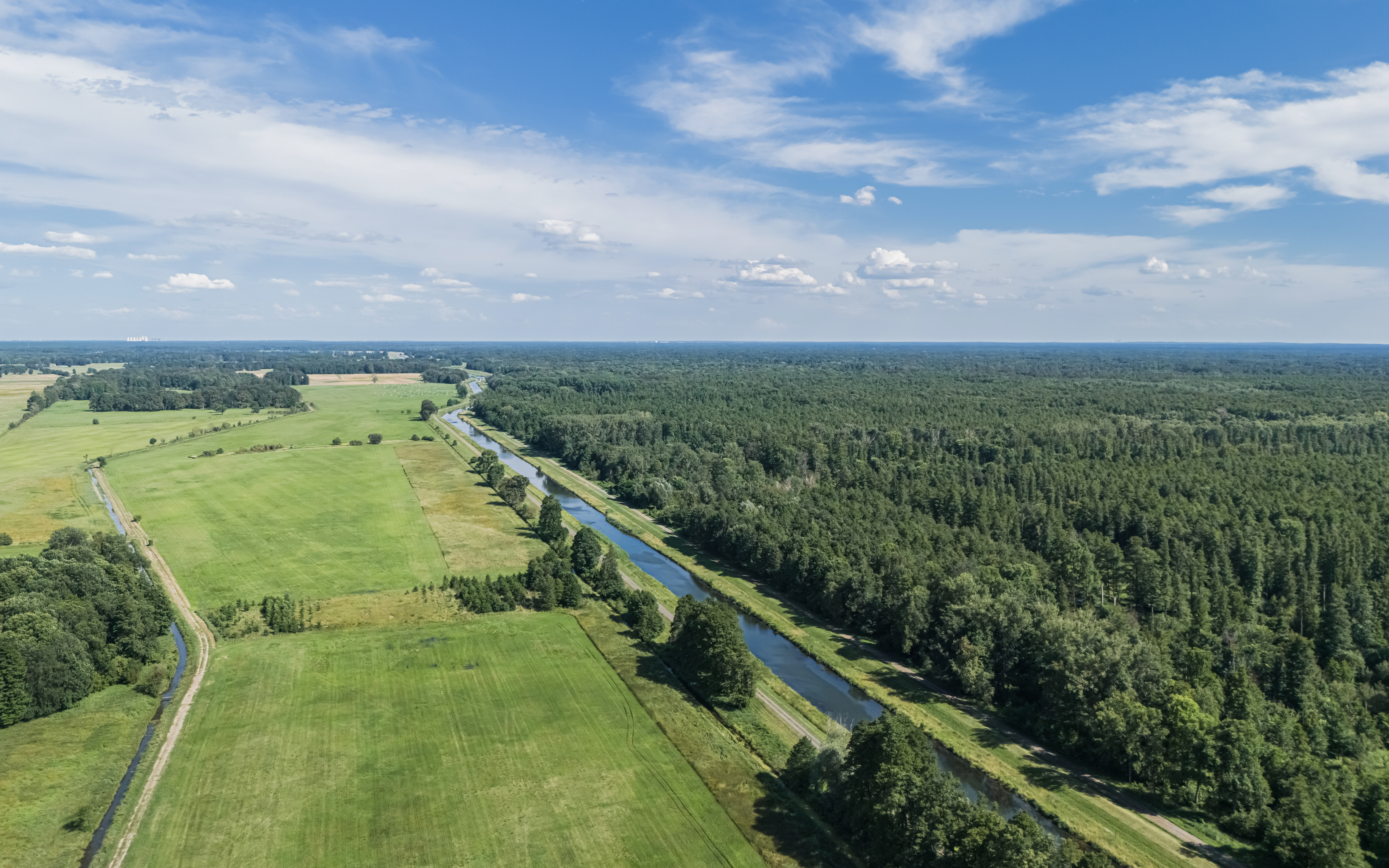
Luftaufnahme des Biosphärenreservates bei Alt-Zauche

Das etwa 100 Kilometer südlich von Berlin gelegene 475 Quadratkilometer große Biosphärenreservat Spreewald unter der Schirmherrschaft der UNESCO hat zum Ziel, eine in Mitteleuropa einmalige Landschaft mit ihrem 1575 Kilometer langen Netz von natürlichen und künstlichen Wasserläufen der Spree, den typischen Feuchtwiesen, kleinen Äckern und naturnahen Niederungswäldern zu bewahren. Es wurde zum 1. Oktober 1990 im Rahmen des Nationalparkprogramms der DDR ausgewiesen.

## Leitlinien des Biosphärenreservates

Logo des Biosphärenreservats

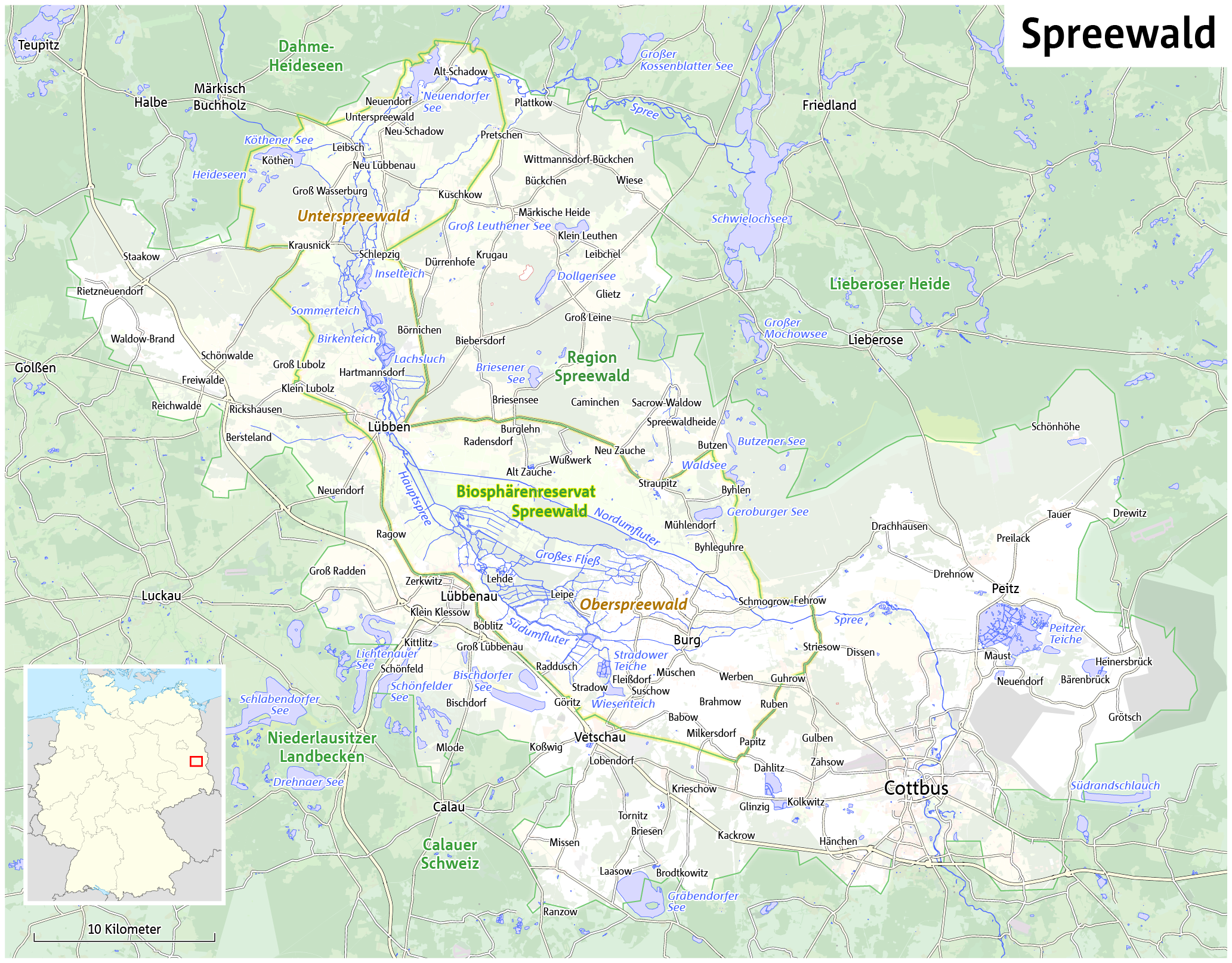
Lage des Biosphärenreservats

Biosphärenreservate sind Modellgebiete nachhaltiger Nutzung und Entwicklung, in denen ein Ausgleich zwischen der Erhaltung der biologischen Vielfalt und dem Anspruch der Menschen auf wirtschaftliche Entwicklung und Teilhabe am Wohlstand in der Praxis erreicht werden soll. Sie sind daher mehr als nur Schutzgebiete. Voraussetzung für den Erfolg sind die Zusammenführung sämtlicher Interessengruppen in einem partnerschaftlichen Ansatz und ein erweitertes Verständnis der Beziehungen von Mensch und Natur. Die Sevilla-Strategie, das 1995 verabschiedete Grundsatzdokument des UNESCO-Programms Mensch und Biosphäre (MaB), dient allen Biosphärenreservaten als Richtschnur.
Daraus wurden für das Biosphärenreservat Spreewald folgende Leitlinien entwickelt:
1. Schutz der einmaligen Niederungslandschaft mit seinen fein strukturierten Fließgewässersystemen, artenreichen Feuchtwiesen und Niederungswäldern.
2. Pflege, Nutzung, Gestaltung und Regulierung von Niederungsflächen mit einem naturnahen Wasserregime, hohen Grundwasserständen und periodischen Überstauungen in bestimmten Teilgebieten als Lebensräume der für den Spreewald typischen Tiere und Pflanzen. Bei diesen Maßnahmen sind die Nutzungsinteressen der ortsansässigen Bevölkerung in den Zonen II – IV angemessen zu berücksichtigen.
3. Erhalt, Förderung und Stabilisierung von traditionellen Bewirtschaftungsformen wie Horstäcker, Streuwiesen und das dadurch entstandene kleinflächige Nutzungsmosaik.
4. Schutz, Pflege und Förderung gefährdeter und vom Aussterben bedrohter Arten in ihren Lebensräumen durch geeignete Maßnahmen (Landnutzung und Tourismuslenkung).
5. Die Regenerierung ökologisch degradierter Meliorationsflächen und Fließgewässer zu weiträumig vernetzten ökologisch stabilen Lebensräumen. Durch standortgerechte Bodennutzung (ggf. Änderung der Nutzungsart), Schaffung eines Biotopverbundsystems und dem Schutz des Bodens vor Degradierung soll ein ökologisch leistungsfähiges und nachhaltiges Landnutzungsmodell angestrebt werden. Natürliche Wasserläufe, Feuchtbiotope und Niederungswälder sind Bestandteil einer so wieder hergestellten Landschaft und sollen im Rahmen des Vertragsnaturschutzes gefördert werden.
6. Die Förderung nachhaltiger Landnutzungsmodelle im Biosphärenreservat soll an die gestaltende Tradition der Land- und Forstwirte, der Jäger und Fischer dieser Kulturlandschaft anknüpfen. Dadurch sollen verträglichen Landnutzungen eine Existenzgrundlage gegeben und beispielhafte Lösungen für die Region entwickelt werden.
7. Tourismus hat im Spreewald eine über 100 Jahre zurückreichende Tradition. Er vollzieht sich vor allem auf den Wasserwegen und kann über die Kahnfahrten gut gelenkt werden. Ergänzt durch Naturbeobachtung und Informationen über den Naturhaushalt und die Landbewirtschaftung ist er ein Instrument der Umweltbildung.
8. Alle Formen der touristischen Nutzung sollen umwelt- und sozialverträglich sein. Dabei ist eine Vermeidung von umweltbelastendem Verkehr und die Förderung von umweltfreundlichen Verkehrsmitteln ein wichtiger Grundsatz.
9. Die gebietstypische Siedlungsstruktur, die Einbindung der Dörfer in die Landschaft sowie die traditionelle Bauweise der Streusiedlungshöfe und Dörfer an den Fließen prägen diese Landschaft. Die Pflege, der Erhalt und die Entwicklung dieser Elemente sind ein wichtiges Gebot dieser Kulturlandschaft.
10. Bestehende Beeinträchtigungen von Baulichkeiten an den Dörfern und in der freien Landschaft sollen durch Einbindung und Umgestaltung gemildert und ausgeglichen werden. Neue Vorhaben sollen sich an den Prinzipien der Vermeidung orientieren.

## Entstehung
- Siehe auch Hauptartikel Spreewald

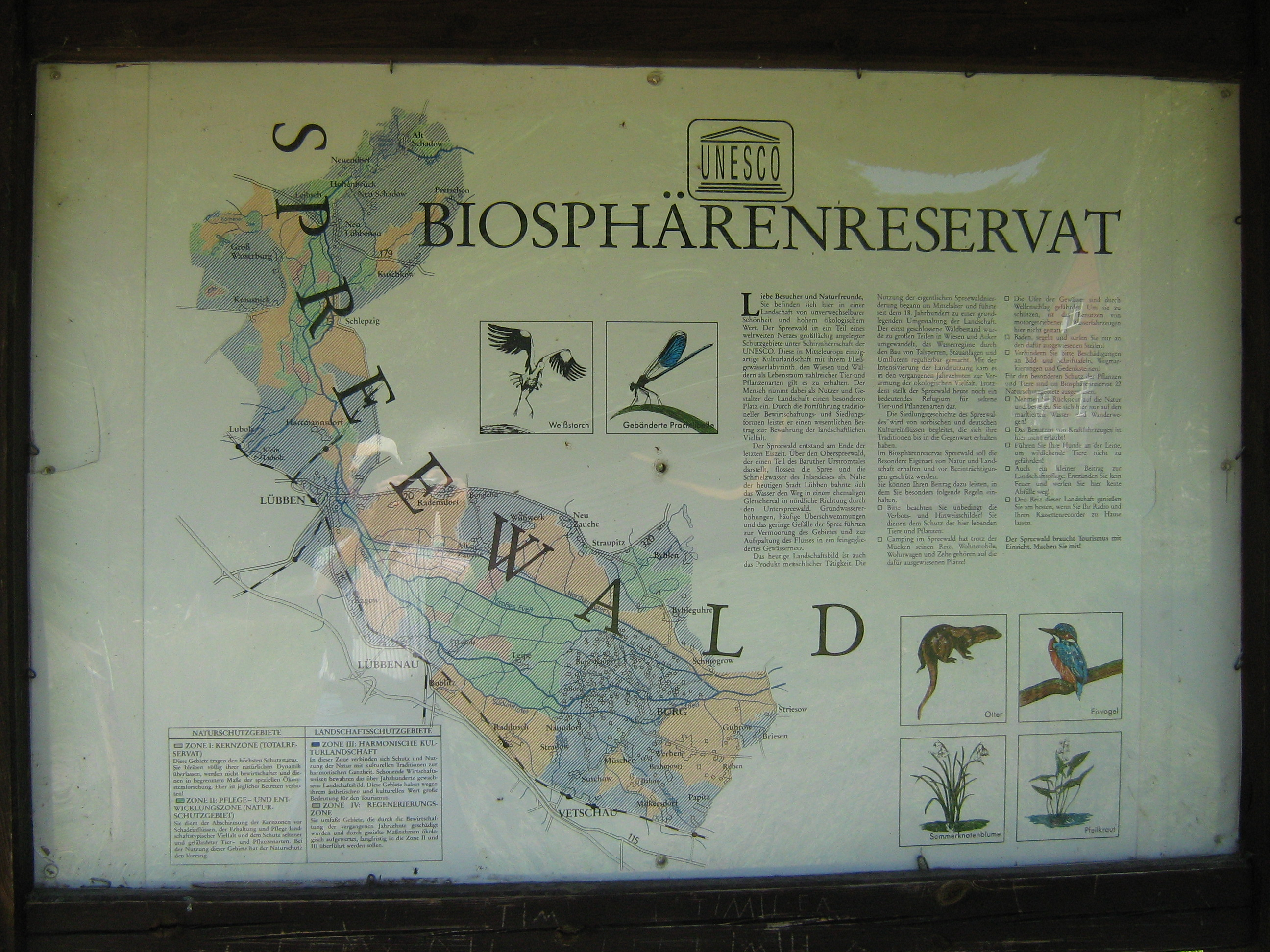
Biosphärenreservat Spreewald

Als vor rund 10.000 Jahren die Temperaturen nach der Eiszeit wieder stiegen bildete sich im heutigen Spreewald durch das geringe Gefälle ein Binnendelta aus. Da das Land oft überflutet war, vertorfte das abgefallene Laub der Bäume unter Luftabschluss und bildete die für den Spreewald typischen Moorböden.
Durch das Wurzelgeflecht der Bäume wurde die erodierende Kraft des Wassers so weit gebremst, dass die Hauptwasserläufe in festere Betten gezwungen wurden. Rodungen gab es erst in der Jüngeren Bronzezeit ab ca. 1.400 v. Chr. Eine längere Trockenperiode mit stärkerer Austrocknung des Bodens ließ für einige Jahrhunderte einen umfassenderen Ackerbau zu.
Kurz vor der Zeitenwende ging die Besiedlung unerklärlicherweise wieder zurück. Die Rodungsflächen bewaldeten sich wieder. Erst die deutsche Kolonisation ab dem 11. Jahrhundert brachte eine intensivere Landnutzung und großflächige Waldrodungen. Im 12./13. Jahrhundert gab es erste Mühlen, die durch ihre Stauanlagen das Wasser zurückhielten und so Teile des Gebietes weiter versumpfen ließen. Es wurde so nur am Rande des Spreewaldes gesiedelt, da es dort höhere, grundwasserfernere Standorte gab.
Im 18. Jahrhundert entstanden durch die innere Kolonisation die Orte Burg-Kauper und Burg-Kolonie (heute zu Burg (Spreewald) gehörend). Die Menschen entwässerten mit vielen Kanälen das Land, um die Flächen für den Ackerbau nutzen zu können. Noch 1933 bis 1938 wurde durch die Einpolderung der südlichen und nördlichen Randgebiete des Oberspreewaldes Ackerland urbar gemacht. Auch in der Zeit der DDR wurde der Spreewald verändert, um die landwirtschaftliche Nutzbarkeit durch Melioration zu verbessern. In der heutigen Zeit versucht das Gewässerrandstreifenprojekt den Wasserhaushalt zu stabilisieren.

## Schutzzonen
Das Gesamtgebiet des Biosphärenreservats ist als Landschaftsschutzgebiet ausgewiesen, in das 23 Naturschutzgebiete (NSG) und 7 Kernzonen eingebettet sind.
Kernzone, Schutzzone I
Die Kernzone schützt die Teilbereiche des Spreewalds, in denen weitgehend noch unberührte Natur zu finden ist. Sie nimmt 3 Prozent des Spreewaldes – in erster Linie naturnahe Waldbestände – ein. Hier werden die Ökosysteme ihrer natürlichen Dynamik überlassen. Die als Totalreservate ausgewiesenen Naturschutzgebiete dürfen nur zu Forschungszwecken betreten werden.
Pflegezone, Schutzzone II
Die Pflegezone umfasst auf 19 Prozent des Gebiets charakteristische Ökosysteme des Naturraums Spreewald. Sie sind für den besonderen Schutz der Tiere und Pflanzen als Naturschutzgebiete gesichert. In Naturschutzgebieten steht der Biotop- und Artenschutz im Vordergrund. Die Naturschutzgebietsverordnung regelt über Schutzzweck, Ge- und Verbote Nutzungseinschränkungen.
Gezielte Pflege- und Entwicklungsmaßnahmen sollen hier die landschaftstypische Vielfalt und Förderung der traditionellen Nutzung erhalten sowie die Kernzonen vor Schadeinflüssen abschirmen.
Entwicklungszone, Schutzzone III
Die Entwicklungszone nimmt mit knapp 80 Prozent den größten Teil des Biosphärenreservats ein. Sie enthält Landschaftsbereiche, in denen eine nachhaltige Wirtschaftsweise das über Jahrhunderte gewachsene Landschaftsbild erhalten hat, das nun durch eine Förderung der traditionellen Nutzungen geschützt werden soll (Schutzzone III, Zone der harmonischen Kulturlandschaft). Im Spreewald wurde die gesamte Entwicklungszone zum Landschaftsschutzgebiet erklärt. Hauptziele von Landschaftsschutzgebieten (LSG) sind die Bewahrung des Landschaftsbildes und die Erhaltung bzw. Wiederherstellung der Leistungsfähigkeit des Naturhaushaltes. LSG dienen vorrangig der Erholung. Land-, Forst-, Fischereiwirtschaft und Jagd sind im Rahmen der Schutzverordnung ohne wesentliche Einschränkungen möglich.
Regenerierungszone, Schutzzone IV
Teilbereiche der Entwicklungszone sind durch unsachgemäße, monostrukturierte Bewirtschaftung geschädigt. In der Biosphärenreservatsverordnung wurde sie als zusätzliche Untergliederung der Zonierung des MaB-Programms als Regenerationszone ausgewiesen, in der die Leistungsfähigkeit des Naturhaushaltes und die typische Lebensraumvielfalt der Kulturlandschaft des Spreewaldes erst wiederhergestellt werden muss (Schutzzone IV, Regenerierungszone).

## Zahlen und Fakten
Kuratorium der Großschutzgebiete in Brandenburg

Gegründet 1995, Vorsitzender Rainer Schloddarick, Geschäftsführer des Wasser- und Bodenverbandes Oberland/Calau
Präambel

Die Kuratorien unterstützen die Großschutzgebiete in ihrer Rolle als Impulsgeber für eine nachhaltige, naturverträgliche Regionalentwicklung. Sie wirken beratend und vermittelnd zwischen den Aufgaben der Großschutzgebietsverwaltungen, den Gemeinden und anderen regional tätigen Behörden und Verbänden. Die Kuratorien haben ein Initiativrecht und das Recht eigene Stellungnahmen abzugeben. Sie haben keine Weisungsbefugnis gegenüber den Verwaltungen der Großschutzgebiete.
Das Biosphärenreservat

| Gründung:                                 | 1. Oktober 1990 |
| Biosphärenreservat:                       | Anerkennung durch die UNESCO am 11. April 1991 |
| Größe:                                    | 474,85 km² davon - Wald: 130,20 km² (27,4 %) - Acker: 115,57 km² (24,3 %) - Grünland: 177,40 km² (37,5 %) - Wasser: 13,86 km² (2,9 %) - Sonstiges: 37,82 km² (7,9 %) |
| Naturschutzgebiete:                       | Zone 1 und 2: 102,88 km² (21,7 %) |
| Landschaftsschutzgebiete:                 | Zone 3 und 4: 372,05 km² (78,3 %) |
| Städte und Gemeinden:                     | 37 Dörfer, 2 Städte (Lübben; Lübbenau) |
| Bevölkerung:                              | 50.000 Einwohner, Bevölkerungsdichte 105 Ew. / km² |
| Verwaltung:                               | 11 Mitarbeiter und 7 Naturwächter |
| Leiter der Biosphärenreservatsverwaltung: | Eugen Nowak |

### Artenvielfalt

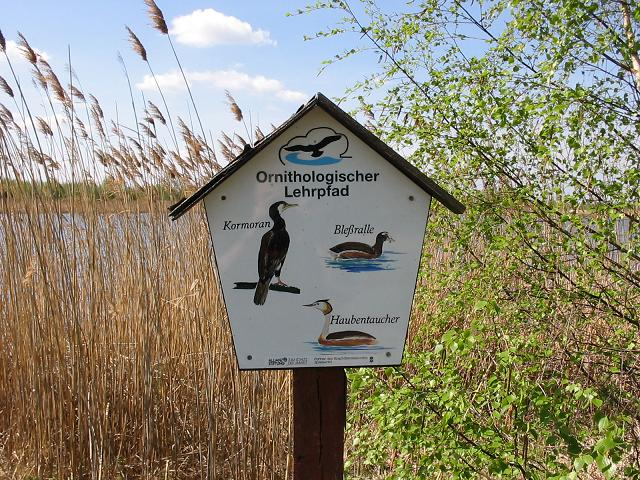
Ornithologischer Lehrpfad zwischen Lübben und Schlepzig

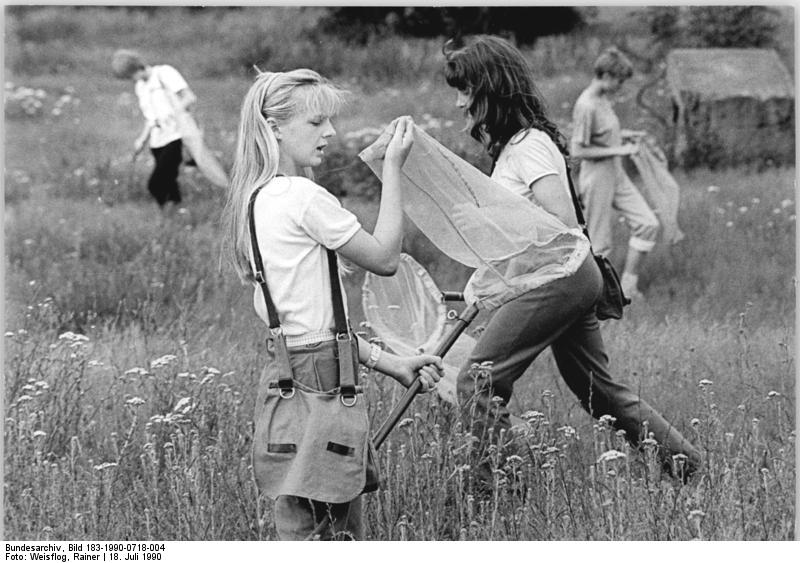
Artenfeststellung im Sommer 1990

Im Biosphärenreservat Spreewald sind rund 18.000 Pflanzen- und Tierarten verbreitet, von denen aber erst ein Bruchteil erfasst worden ist. Vorgefunden wurden während der Kartierungsarbeiten der letzten Jahre u. a.
900 Pflanzenarten, davon 150 Rote-Liste-Arten:
830 Schmetterlingsarten
113 Muscheln und Schnecken
18 Lurche und Kriechtiere
48 Libellen
36 Fische
45 Säugetiere
138 Brutvögel
Dazu gehören viele bekannte und geschützte Arten wie See- und Fischadler, Schwarz- und Weißstorch, Eisvogel, Wiedehopf, Kranich, Fischotter und Biber.

### Landwirtschaft
Über die Hälfte der Fläche des Biosphärenreservates Spreewald wird landwirtschaftlich genutzt – bis heute hat die landwirtschaftliche Nutzung eine überragende Bedeutung für die Spreewaldlandschaft. Um insbesondere die typische Spreewaldlandschaft mit ihren kleinräumigen Nutzungsmosaiken zu bewahren und entwickeln, müssen zum einen Möglichkeiten gefunden werden, traditionelle Nutzungsarten aufrechtzuerhalten. Gleichermaßen gilt es neue, naturverträgliche Nutzungsmethoden zu entwickeln. Mit der Umstellung auf eine extensive und transparente Landwirtschaft hat sich die Agrarwirtschaft der Region in den letzten Jahren diesen besonderen Bedingungen dieser sensiblen Region gestellt. Dabei spielt der Öko-Landbau eine entscheidende Rolle – ca. 70 % der landwirtschaftlichen Nutzfläche werden nach den Richtlinien des Ökologischen Landbaus bewirtschaftet – das entspricht ca. 20.000 ha. Über die regionale Dachmarke Spreewald wird das auch dem Verbraucher vermittelt. Gesunde Lebensmittel aus der Region – das ist, unter maßgeblicher Mitwirkung der Biosphärenreservatsverwaltung, zum Programm der Region geworden und wirkt sich in ersten Wertschöpfungsketten positiv aus. Die Spreewälder Gewürzgurke, aber auch Spreewälder Fleisch und Wurstspezialitäten sind hier bekannte Beispiele.

### Forstwirtschaft
Mit einer Waldfläche von über 12.000 Hektar stellt die Forstwirtschaft eine wichtige Landnutzung im Biosphärenreservat dar. Der Landeswald von ca. 6.000 Hektar Größe wird von der Landesforstverwaltung in Abstimmung mit den Zielen des Biosphärenreservates bewirtschaftet. Die andere Hälfte der Waldfläche ist Privatwald, hier wird über Beratung und Förderprogramme eine naturnahe Waldbewirtschaftung angestrebt.
Berücksichtigt werden muss dabei, dass die Niederungswälder die naturnahesten Bereiche im Biosphärenreservat sind und besonderen Schutz verdienen. Hier dominieren naturnahe Laubwälder mit hohem Alt- und Totholzanteil und hoher Strukturvielfalt, die durch Baumpilze, Insekten, Vögel und Säuger geschaffen wird. Eine ganze Reihe gefährdeter Tierarten – vom scheuen Schwarzstorch über Biber und Otter bis zum europaweit geschützten Eremit haben hier ihren Lebensraum. Auch für den Wasserhaushalt sind die feuchten Niederungswälder von besonderer Bedeutung – hier kann der Fluss noch über die Ufer treten. Die noch vorhandenen Überflutungsbereiche sind ökologisch besonders wertvoll. Auch für Tourismus und Erholung besitzt der Wald einen hohen Wert. Die Erlenhochwälder im Oberspreewald und die Laubmischwälder im Unterspreewald sind Naturattraktionen, die es anderswo nicht zu sehen gibt.
Schwerpunkte der Waldentwicklung werden entsprechend den Schutzzonen gesetzt. In der Schutzzone I wird die natürliche Entwicklung die Wälder ohne menschliche Eingriffe gesichert und wissenschaftlich beobachtet. In den Niederungswäldern der Schutzzone II stehen Biotop- und Artenvielfalt im Vordergrund. Durch naturschutzgerechte Nutzungsformen wie einzelstamm- bis kleinflächige Holzernte, bodenschonende Holzbringung und überwiegend natürliche Waldverjüngung werden hier entsprechend der Boden- und Wasserverhältnisse vielgestaltige und baumartenreiche Bruch- bzw. Auenwälder erhalten bzw. wieder entwickelt. Demzufolge werden die dominierenden Erlen in der künftigen Waldgeneration mit Eschen, Ulmen und Stieleichen ergänzt. In den Randbereichen der Niederungen, in den Schutzzonen III und IV, bestimmen bisher Kiefernforste das Waldbild. Hier soll künftig durch Waldumbau eine größere Baumartenvielfalt und Stabilität erreicht werden.

## Auszeichnung
Das Biosphärenreservat Spreewald wurde 2018 zusammen mit dem Lausitzer Seenland mit dem Europäischen Gartenpreis in der Kategorie „Beste Entwicklung einer für das europäische Kulturerbe bedeutenden Kulturlandschaft“  ausgezeichnet.

## Tourismus
Kahnfahrten sind die Touristenattraktion im Spreewald. Hunderttausende von Gästen lassen sich jährlich mit dem traditionellen Kahn durch das Fließlabyrinth staken und erleben dabei Natur pur. Dies gilt auch für Paddel-, Fahrrad und Wandertouren. Auch gibt es viele Beobachtungstürme, von denen aus man seltene Tiere beobachten kann.

### Museen im Biosphärenreservat
- Besucherzentren des Biosphärenreservates in Burg, Lübbenau und Schlepzig
  - Freilandmuseum Lehde
  - Spreewaldmuseum Lübbenau
  - Stadt- und Regionalmuseum Schloss Lübben

## Umweltbildung
- Besucherzentren des Biosphärenreservates:
Haus für Mensch und Natur in Lübbenau
Unter Wasser unterwegs In der Alten Mühle Schlepzig
Naturerleben mit allen Sinnen auf dem Schlossberghof Burg
Arznei- und Gewürzpflanzengarten und Natur-Erlebnis-Uhr

Der Kern der Umweltbildung ist auf das Verständnis der Zusammenhänge in Natur, Umwelt und Gesellschaft
gerichtet, insbesondere auf die komplexen Beziehungen der verschiedenen Faktoren einer nachhaltigen
Entwicklung.
- Forscherkahn Nautilust[3]
- Umweltbildung mit neuen Medien Abenteuer GPS
- Lehrerfortbildungen
- Es gibt eine Reihe von Führungs- und Exkursionsangeboten der Naturwacht
- Für kleine und große Schüler gibt es auf Grundlage der Lehrpläne für die einzelnen Klassenstufen ein vielseitiges Programm.

Speziell für Schüler der Sekundarstufe I und II gibt es zudem die Spreewaldrallye. Das auf den Rahmenlehrplänen des Landes Brandenburg basierende Angebot ermöglicht eine intensive Begegnung mit dem Biosphärenreservat, bei der das vermittelte schulische Wissen, vor allem in den naturwissenschaftlichen Fächern sowie in Kunst, Mathematik, Erdkunde und Politik durch praxisbezogenes, aktives Lernen und Erleben angewendet, vertieft und erweitert wird. Ein umfangreicher Fundus eigenständiger, auch origineller Aufgaben ermöglicht das Zusammenstellen individueller Programme für die einzelne Gruppe.